# Demon Lord 2099
Demon Lord 2099 (яп. 魔王2099, Maō 2099, Повелитель темряви 2099) — серія ранобе, написана Дайґо Мурасакі та ілюстрована Куретою. Видавництво Fujimi Shobo розпочало публікацію серії під імпринтом Fujimi Fantasia Bunko у січні 2021 року.
Манґа-адаптація Кііро Акасіро випускалася онлайн на сайті Shōnen Ace Plus видавництва Kadokawa Shoten з листопада 2021 року по червень 2022 року. Друга манґа Ютаки Сакурая випускалася на тому ж сайті з березня 2023 року по серпень 2024 року. Адаптація у вигляді аніме-телесеріалу, створена студією J.C.Staff, транслювалася з жовтня по грудень 2024 року.

## Сюжет
У чарівному фентезійному світі Алніт лиходійний Повелитель Демонів Велтол Велвет Велсвальт був убитий у битві героєм Ґрамом. Через 500 років його підлегла Махіна Солейдж використовує магію, щоб оживити Велтола. Однак за час його відсутності в Алніті сталася катастрофа, відома як «Фантазіон», коли він об'єднався з індустріальним світом Землі у 2023 році. Це призвело до упереджень між різними расами, руйнування національних кордонів та війн між новоствореними містами-державами. Після війн настав відносний мир, і магія Алніта була поєднана з індустрією Землі, щоб створити магічну інженерію, відому як «магінжініринг». Велтола відроджують у 2099 році в місті-державі Сіндзюку (колишній Токіо), і разом з Махіною та її подругою-хакеркою Такахаші він намагається повернути свою силу та знову спробувати світове панування.

## Персонажі
Велтол Велвет Велсвальт (яп. ベルトール＝ベルベット・ベールシュバルト, Berutōru Berubetto Bērushubaruto)
Сейю: Сатоші Хіно
Велтол — лиходійний безсмертний лорд, родом із фентезійного світу Алніт, чия амбіція — правити світом. Убитий у битві героєм Ґрамом, він не помирає повністю і перероджується своєю підлеглою Махіною через 500 років, у 2099 році, коли Алніт уже об'єднався із Землею. Велтол вирішує підкорити ці об'єднані світи, але тепер безсилий, оскільки його магічні здібності залежать від віри його послідовників. Таким чином, він працює з Махіною та її подругою Такахаші, щоб відновити своє послідовників.
Махіна Солейдж (яп. マキナ＝ソレージュ, Makina Sorēju)
Сейю: Міку Іто
Махіна була однією з «Шести Темних Лордів» Велтола, його найдовіреніших послідовників, яка володіє магією вогню. Вона також використала магію, щоб оживити Велтола, і є його найвідданішою послідовницею. Оскільки Велтол втратив свої магічні сили, він переїжджає до Махіни після свого воскресіння.
Такахаші (яп. 高橋)
Сейю: Хана Хішікава
Такахаші — хакерка, народжена у світі після Фантазіону, та подруга Махіни. Вона працює з Махіною, щоб допомогти Велтолу відновити його силу.
Ґрам (яп. グラム, Guramu)
Сейю: Дайсуке Намікава
Ґрам — герой з Алніта, який 500 років тому переміг Велтола в битві, внаслідок чого той заснув надовго, поки його не відродила Махіна. За це досягнення богиня дарувала Ґраму вічну молодість. Однак протягом століть його досягнення були забуті більшістю. Після Фантазіону Ґрам став найманцем, але з того часу він розчарувався у світі.
Маркус (яп. マルキュス, Marukyusu)
Сейю: Масая Мацукадзе
Антагоніст першого роману. Маркус був одним із Шести Темних Лордів Велтола, який може використовувати магію крові. Після Фантазіону він стає директором корпорації Ishimaru Heavy Magical Industries (IHMI). Коли Велтол намагається возз'єднати Шести Темних Лордів, Маркус відмовляється приєднатися, розкриваючи, що завжди ненавидів Велтола.
Кінохара (яп. 木ノ原)
Сейю: Шізука Іто
Секретарка Маркуса, яка пройшла навчання в елітних закладах IHMI. Вона часто вставляє англійські слова та фрази у свою мову в оригінальному японському діалозі.

## Медіа

### Ранобе
| № | Назва                                                                | Дата виходу       | ISBN               |
| - | -------------------------------------------------------------------- | ----------------- | ------------------ |
| 1 | Cyberpunk City Shinjuku (電子荒廃都市・新宿)                         | 20 січня 2021     | ISBN 9784040739588 |
| 2 | Cybermagic City Akihabara (電脳魔導都市・秋葉原)                     | 20 квітня 2021    | ISBN 9784040739632 |
| 3 | Meta-Utopia City Yokohama (楽園監獄都市・横浜)                       | 20 червня 2023    | ISBN 9784040750101 |
| 4 | Ultimate Defense City Washington (終極防衛都市・ワシントン)          | 19 жовтна 2024    | ISBN 9784040756684 |
| 5 | Shibuya, the City Where the Demon King Descends (魔王降誕都市・渋谷) | 20 листопада 2024 | ISBN 9784040756691 |

### Манґа
Серія отримала дві манґи-адаптації. Перша серія, ілюстрована Кііро Акашіро, випускалася онлайн на сайті Shōnen Ace Plus видавництва Kadokawa Shoten з 5 листопада 2021 року по 24 червня 2022 року, після чого була видалена з сайту з невідомих причин. Друга серія, ілюстрована Ютакою Сакураєм, випускалася на тому ж сайті з 22 березня 2023 року по 7 серпня 2024 року. Розділи другої серії були зібрані в три томи танкобон, які виходили з жовтня 2023 року по вересень 2024 року.
Під час своєї панелі на Anime Expo 2025 видавництво Yen Press оголосило, що вони також ліцензували манґа-адаптацію для публікації англійською мовою і випустять її як омнібус.
| № | Дата виходу     | ISBN                   |
| - | --------------- | ---------------------- |
| 1 | 26жовтня 2023   | ISBN 978-4-04-114247-9 |
| 2 | 26 березня 2024 | ISBN 978-4-04-114761-0 |
| 3 | 25 вересня 2024 | ISBN 978-4-04-115392-5 |

### Аніме
Аніме-адаптація була анонсована компанією Aniplex на заході AnimeJapan 25 березня 2023 року. Пізніше стало відомо, що це буде телевізійний серіал виробництва J.C.Staff, режисером якого виступить Рьо Андо. Юічіро Момосе відповідає за сценарій серії, Рьосуке Танігава — за дизайн персонажів, а Тацуя Като — за музику.
Серіал транслювався з 13 жовтня по 29 грудня 2024 року на Tokyo MX та інших мережах. Відкриваючою темою стала пісня «Hollow» у виконанні Шіюї, а завершуючою — «Spira» у виконанні sekai. Crunchyroll транслював серіал, а Muse Communication ліцензувала його для показу в Південно-Східній Азії.

## Сприйняття
«Повелитель темряви 2099» виграв 33-тю премію Fantasia Grand Prize.

## Нотатки
1. ↑  Tokyo MX вказує дату прем'єри серіалу 12 жовтня 2024 року о 24:00, що фактично відповідає півночі 13 жовтня за японським часом.